# Ulica gen. Romana Abrahama w Warszawie
Ulica gen. Romana Abrahama – ulica w warszawskiej dzielnicy Praga-Południe, na osiedlu Gocław. Stanowi część tzw. obwodnicy, otaczającej centralną część zabudowy osiedla.

## Przebieg
Ulica Abrahama stanowi jeden z czterech łuków, wchodzących w skład tzw. obwodnicy osiedlowej, która ogranicza centralne osiedla Gocławia: Orlik, Wilgę, Iskrę i Jantar. Z punktu widzenia numeracji porządkowej rozpoczyna się skrzyżowaniem z ul. gen. T. Bora-Komorowskiego i biegnie wpierw ku północy, a następnie na wschód, do ul. gen. A.E. Fieldorfa „Nila”.

## Historia
Ulica ta została wytyczona wraz z pozostałymi głównymi ulicami na Gocławiu w drugiej połowie lat 70. XX wieku w związku z planami budowy osiedli mieszkaniowych na terenie zlikwidowanego Lotniska Gocław. Początkowo, od grudnia 1977 r., cała pętla stanowiąca obwodnicę osiedlową nosiła nazwę ul. gen. Franciszka Jóźwiaka. Krzyżowała się ówcześnie dwukrotnie zarówno z biegnącą od strony Saskiej Kępy ul. Aleksandra Zawadzkiego (obecnie ul. gen. T. Bora-Komorowskiego), jak i nowo wytyczoną pomiędzy Wałem Miedzeszyńskim a ul. Ostrobramską aleją Bolesława Bieruta (obecnie ul. gen. A.E. Fieldorfa „Nila”). Pierwszy raz na planie miasta widnieje na przełomie lat 1978 i 1979.
Na początku lat 80. z ulicy gen. Franciszka Jóźwiaka wydzielone zostały trzy nowe: ul. Janusza Meissnera, przyległa do osiedla Jantar, ul. Jugosłowiańska, przyległa do osiedlu Iskra, oraz ul. Władysława Umińskiego, przyległa do osiedla Wilga. Nazwę ul. gen. Franciszka Jóźwiaka zachował odcinek przyległy do osiedla Orlik.
W październiku 1990 roku w ramach likwidacji nazw i symboli komunistycznych z przestrzeni publicznej ulica otrzymała obecnego patrona.
Ulica otoczona jest głównie blokową zabudową mieszkaniową z przełomu lat 70. i 80. XX stulecia. W swej środkowej części od północy sąsiaduje z odcinkiem Kanału Gocławskiego, za którym znajduje się park Nad Balatonem.
Na całej swojej długości ulica jest dwujezdniowa.